# Homer E. Capehart
Homer Earl Capehart, född 6 juni 1897 i Algiers, Indiana, död 3 september 1979 i Indianapolis, Indiana, var en amerikansk republikansk politiker och affärsman. Han representerade delstaten Indiana i USA:s senat 1945-1963.
Capehart tjänstgjorde under första världskriget i USA:s armé och befordrades till sergeant. Han var sedan verksam inom jukeboxindustrin. Han grundade 1932 företaget Packard Manufacturing Company (ej att förväxla med Packard Motor Car Company). Företaget köptes senare upp av Rudolph Wurlitzer Company.
Capehart besegrade knappt guvernören Henry F. Schricker i senatsvalet 1944. Capehart omvaldes 1950 och 1956. Han var en skarp kritiker av John F. Kennedys reformer. Fredskåren grundades 1961 trots Capeharts motstånd. Medicare-försäkringen kom till stånd 1965 efter att Kennedy hade blivit mördad och Capehart hade lämnat senaten. Capeharts motståndare kallade honom The Indiana Neanderthal. Han förlorade knappt mot Birch Bayh i senatsvalet 1962.
Capehart var lutheran och frimurare. Hans grav finns på Crown Hill Cemetery i Indianapolis.